# PPAP (Pen-Pineapple-Apple-Pen)
PPAP (Pen-Pineapple-Apple-Pen) (ペンパイナッポーアッポーペン Penpainappōappōpen?) sau PAMP (in românǎ) este un cântec creat de Daimaou Kosaka, cunoscut sub numele de Piko-Taro. A atins prima poziție a clasamentului Japan Hot 100 și este cel mai scurt single care a intrat în Billboard Hot 100.